# アンソン (戦列艦・2代)
| 中央の艦艇がアンソン | |
| 艦歴                 | |
| 発注:                | 1773年4月3日 |
| 建造:                | プリマス工廠 |
| 起工:                | |
| 進水:                | 1781年10月15日 |
| その後:              | 1807年売却 |
| 性能諸元             | |
| クラス:              | イントレピッド級戦列艦                                                                                              |
| 全長:                | 砲列甲板：159ft 6in（48.6m） 竜骨：131ft 0in (39.9m)                                                                |
| 全幅:                | 44ft 4in（13.5m）                                                                                                   |
| 喫水:                | 19ft（5.8m） |
| 機関:                | 帆走（3本マストシップ）                                                                                             |
| 兵装:                | 64門: 上砲列：18ポンド(8kg)砲26門 下砲列：24ポンド(11kg)砲26門 後甲板：4ポンド(2kg)砲10門 艦首楼：9ポンド(4kg)砲2門 |

アンソン（HMS Anson）はイギリス海軍のイントレピッド級64門3等戦列艦。1781年10月15日にプリマス工廠で進水した。